# Baby Don't Cry (安室奈美恵の曲)
『Baby Don't Cry』（ベイビー・ドント・クライ）は、日本の元女性歌手・安室奈美恵の単独名義では32作目のシングル。

## 解説
2007年第1弾シングル。CD＋DVD・CDの2パターンでリリースされた。前作『CAN'T SLEEP, CAN'T EAT, I'M SICK/人魚』以来、約8か月でのリリースとなった。また、「ALL FOR YOU」以来2年半ぶりにフジテレビ火10『ヒミツの花園』のドラマ主題歌に起用された。
本作は7枚目のアルバム『Queen of Hip-Pop』の収録曲のうち5曲と30枚目のシングル『White Light/Violet Sauce』を手掛けたNao'ymtによってプロデュースされた。
「Baby Don't Cry」のキャッチコピーは、"切なくも輝いた、幸せな気持ちになれる感動的なミディアム・ポップ・ナンバー" 。
カップリングは、「White Light」の続編ソング「Nobody」。同曲は『White Light/Violet Sauce』のカップリング曲として収録予定だったが、「Violet Sauce」のリミックスに変更された。メロディは「White Light」と同様のもの（アレンジは若干異なる）であり、歌詞は「White Light」の2人のその後を描いている。

## チャート成績
本作でソロデビューシングル『太陽のSEASON』（1995年）からの連続記録となっているオリコン・シングルチャート13年連続トップ10入りを達成し、小泉今日子・工藤静香の持つ12年連続の記録を抜き、女性アーティスト歴代単独1位となった。シングル・ミリオン獲得数5作（女性タイ）、「CAN YOU CELEBRATE?」の歴代シングルセールス（女性ソロ首位）に次ぐ3つ目の記録となった。

## 収録曲
全作詞・全作曲・全編曲：Nao'ymt

### CD
1. Baby Don't Cry
2. Nobody
3. Baby Don't Cry (TV-MIX)
4. Nobody (TV-MIX)

### DVD
1. Baby Don't Cry (VIDEO CLIP)
監督：武藤真志

## タイアップ
Baby Don't Cry
フジテレビ系列火10ドラマ「ヒミツの花園」主題歌
JOYSOUND「ポケメロ」CMタイアップソング
UULA恋愛体感「ファーストクラス」主題歌
Lcode ReVIA CMソング（2018年）

## 楽曲の収録アルバム
Baby Don't Cry
- 8thアルバム『PLAY』
- ベスト・アルバム『BEST FICTION』
- ベスト・アルバム『Finally』
楽曲をニューレコーディングで収録。